# Sayn-Wittgenstein-Karlsburg
Sayn-Wittgenstein-Karlsburg fou un comtat del Sacre Imperi Romanogermànic format per una línia col·lateral de la branca de Sayn-Wittgenstein-Berleburg, concedida pel comte Casimir (1694-1741) al seu germà Carles Guillem. Fou mediatitzada el 1806.

## Comtes de Sayn-Wittgenstein-Karlsburg (1694-1806)
- Carles Guillem (1694-1749)
- Adolf Lluís Guillem (1749-1806)